# آکادمی سلطنتی هنرهای زیبای سان فرناندو
آکادمی سلطنتی هنرهای زیبای سان فرناندو (اسپانیایی: Real Academia de Bellas Artes de San Fernando‎) در قلب شهر مادرید در حال حاضر یک موزه و نمایشگاه است. این آکادمی در سال ۱۷۴۴ به فرمان سلطنتی تأسیس شد. حدود بیست سال بعد دیکتاتور منور کارلوس سوم اسپانیا کاخی را در مادرید به عنوان مقر جدید آکادمی خریداری کرد. این بنا اثر خوزه بنیتو د چوریگوئرا و متعلق به خانوادهٔ گوینچه بود. پادشاه به دیگو د ویانوئوا دستور داد تا این بنای باروک را در سبک نئوکلاسیک برای آکادمی بازسازی کند.

## نگارخانه

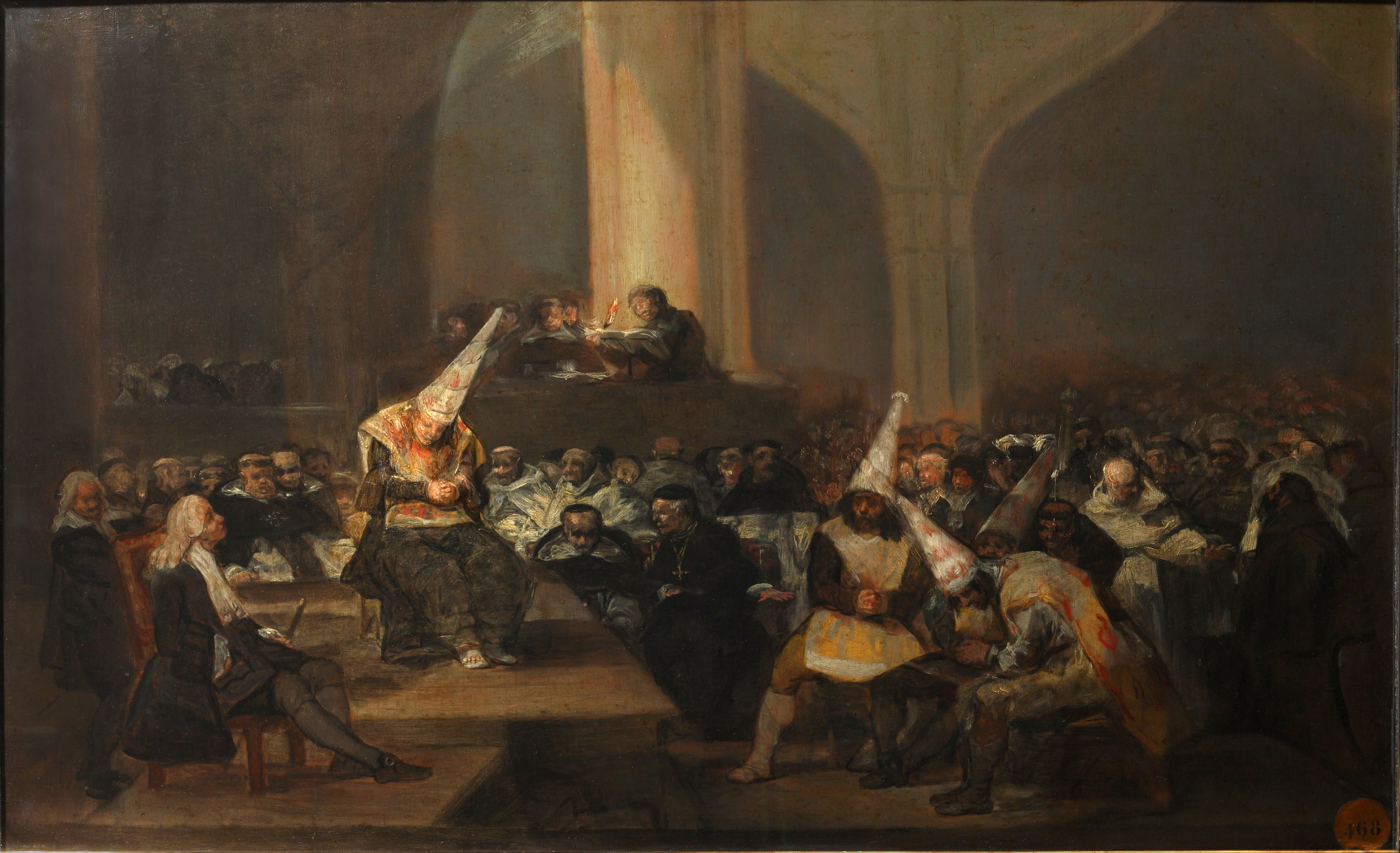
دادگاه تفتیش عقاید بین سال‌های ۱۸۰۸ تا ۱۸۱۲ م. اثر فرانسیسکو گویا
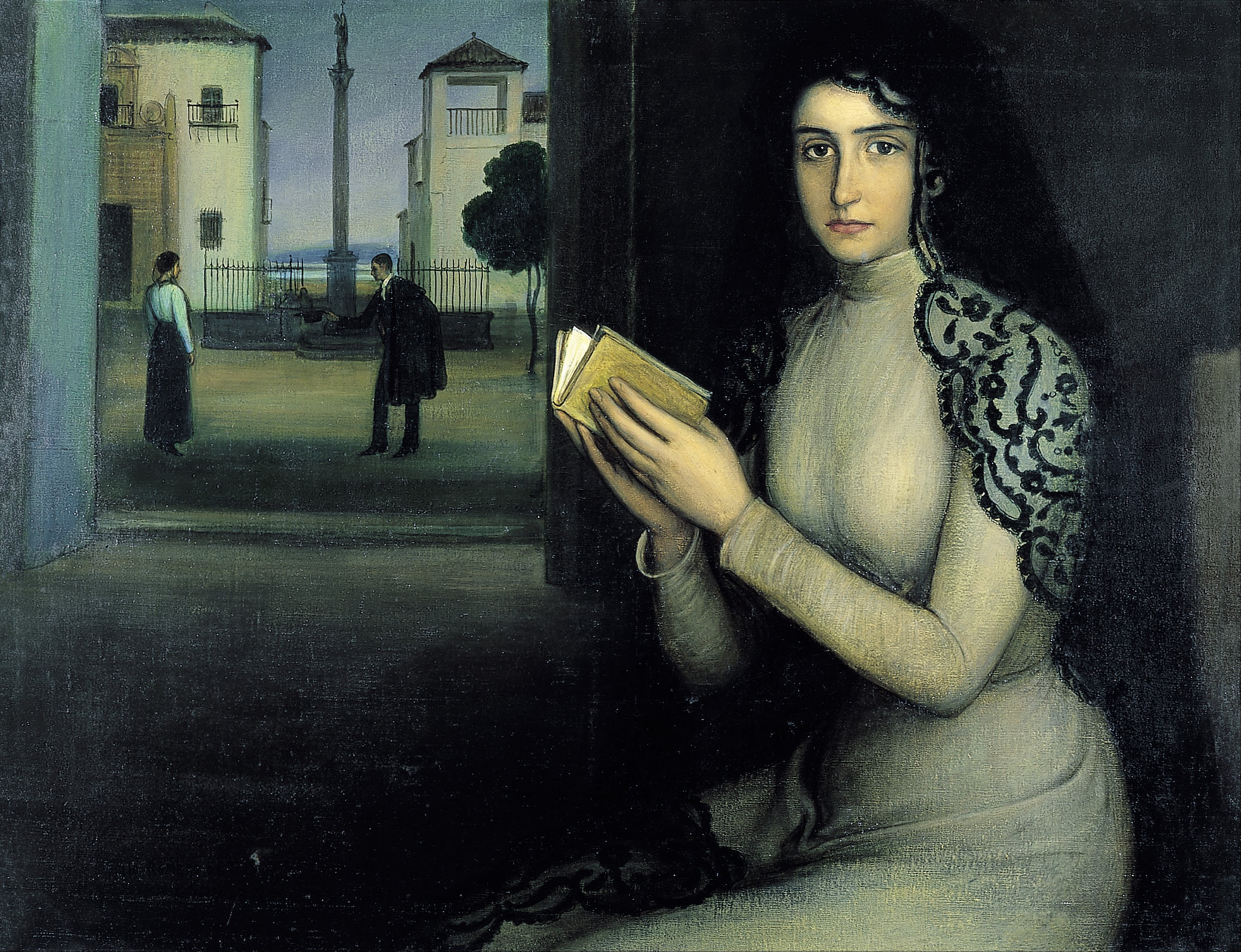
نیه‌بس ۱۹۲۰ م. اثر خولیو رومرو د تورس
خاکسپاری ساردین
بین سال‌های ۱۸۱۲ تا ۱۸۱۴ م.
اثر فرانسیسکو گویا